# Uckermark
För dagens administrativa distrikt Uckermark i förbundslandet Brandenburg, se Landkreis Uckermark.
Uckermark är ett historiskt landskap i Tyskland som idag ligger i delstaterna Brandenburg och Mecklenburg-Vorpommern.

## Geografi

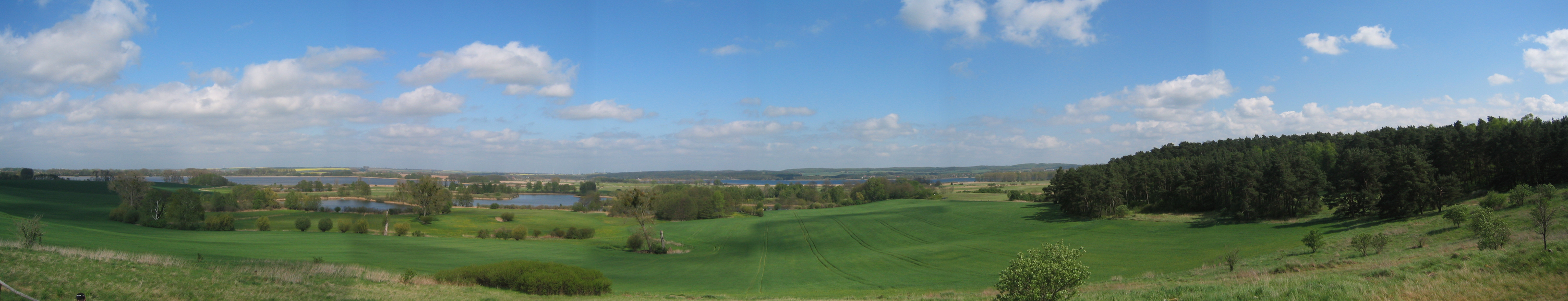
Vy över Uckermark

Uckermark ligger huvudsakligen i nordöstra delen av förbundslandet Brandenburg, men en mindre del ligger i sydöstra Mecklenburg-Vorpommern. Landskapet kännetecknas av morän som skapades under den senaste istiden. Dessutom finns flera sjöar, i södra delen skogar av bok och ett stort antal flyttblock. I öster övergår Uckermark i Oders floddal vid gränsen mot Polen.
Större städer i regionen är Prenzlau, Schwedt, Angermünde och Templin.

## Namn och historia
Regionen är benämnd efter ett slaviskt folk, ukraner, som levde i området mellan 600-talet och 1100-talet. Den tyska delen av namnet, Mark, betyder gränsregion. Området utgjorde gränsregion mellan markgrevskapet Brandenburg (Mark Brandenburg) och hertigdömet Pommern under medeltiden, innan det på 1400-talet till största delen införlivades i Brandenburg. Från denna tid härstammar också beteckningen Uckermark som namn på regionen, som dessförinnan gick under benämningen Uckerland (latin: terra ukera).
Landskapet är namngivare till dagens administrativa distrikt Landkreis Uckermark, med Prenzlau som centralort. I distriktet ligger även kommunen Uckerland som är döpt efter ukranernas historiska kärnområde.
Under trettioåriga kriget som nådde landskapet 1626 dog en tredje del av befolkningen och 40 procent av orterna förstördes. Uckermark drabbades även av Karl X Gustavs polska krig och Skånska kriget. Under den följande tiden bosatte sig hugenotter från Frankrike och mennoniter från Holland i landskapet vad som gynnade regionens utveckling. När vattenvägen Finowkanal återskapdes förbättrades Uckermarks kommunikationer. Ett bakslag blev Sjuårskriget mellan 1756 och 1763. Under 1800-talet tillkom flera järnvägslinjer i landskapet. Vid Andra världskrigets slutskede förstördes nästan alla större samhällen.

## Galleri

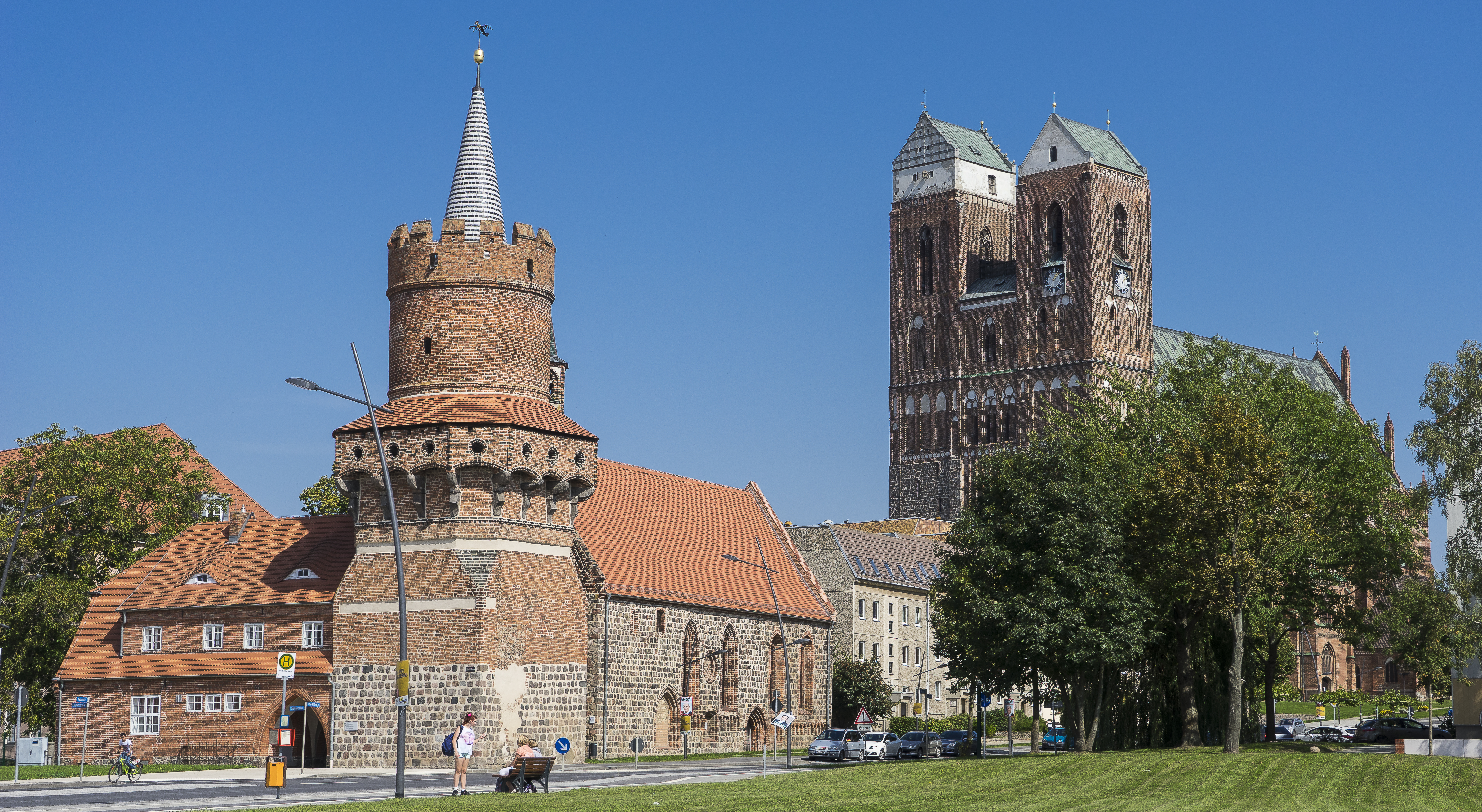
Utsikt mot Mitteltor och Mariakyrkan i Prenzlau.
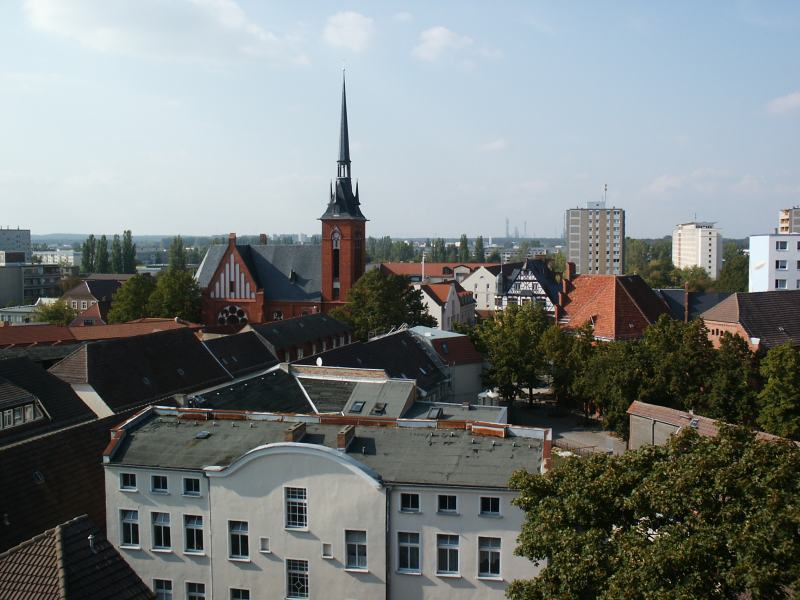
Schwedts innerstad.
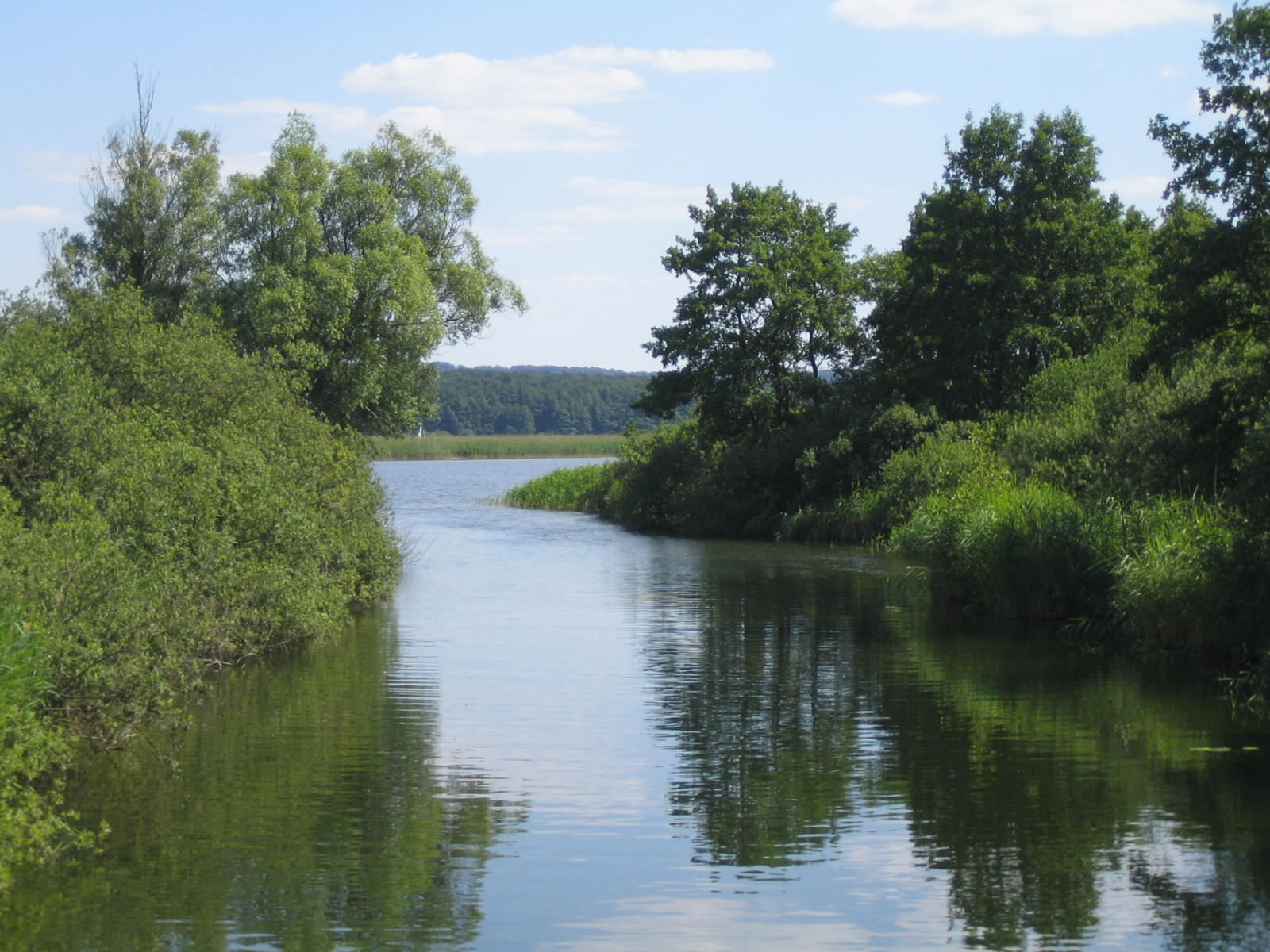
Uckerkanalen vid Oberuckersee.
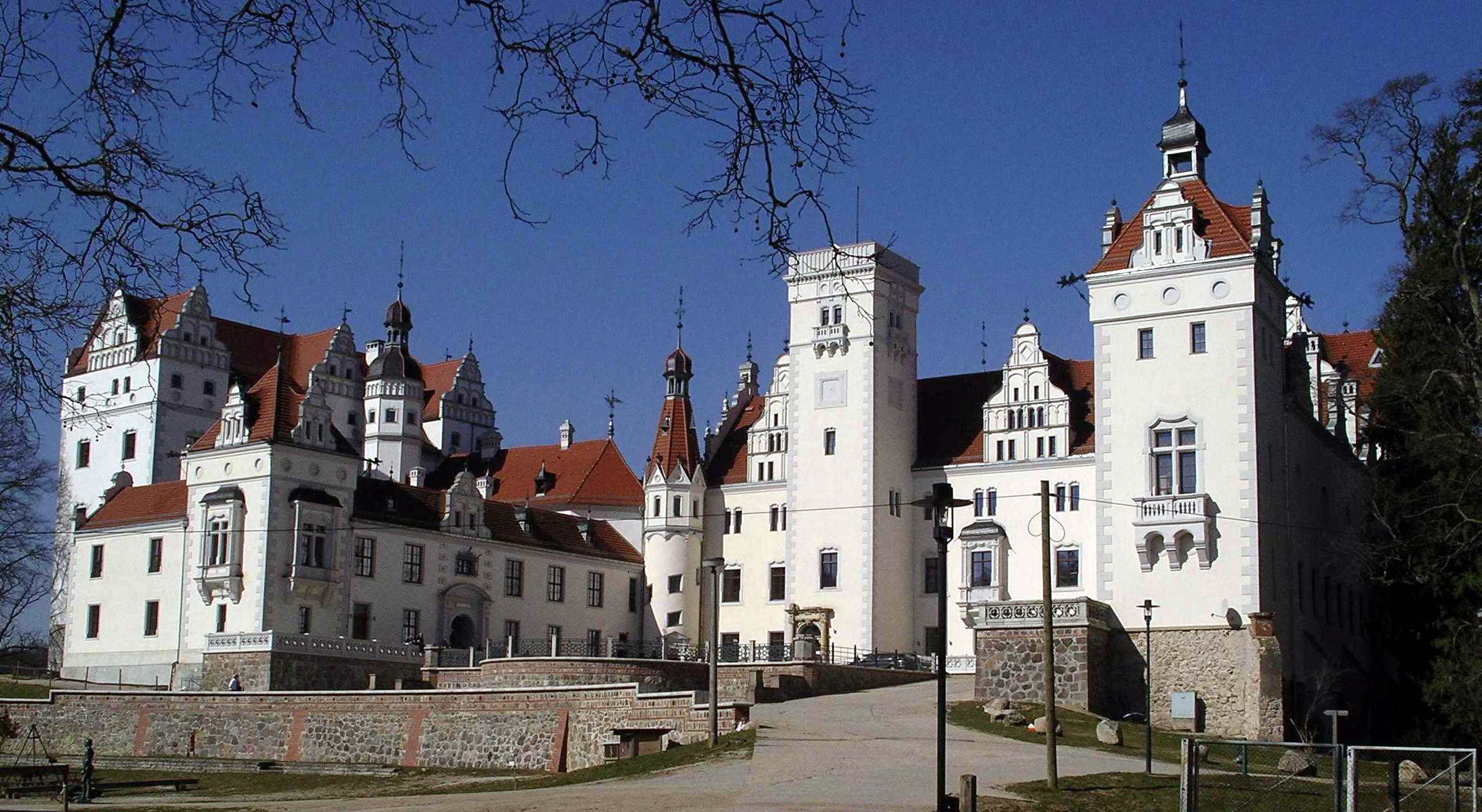
Schloss Boitzenburg.
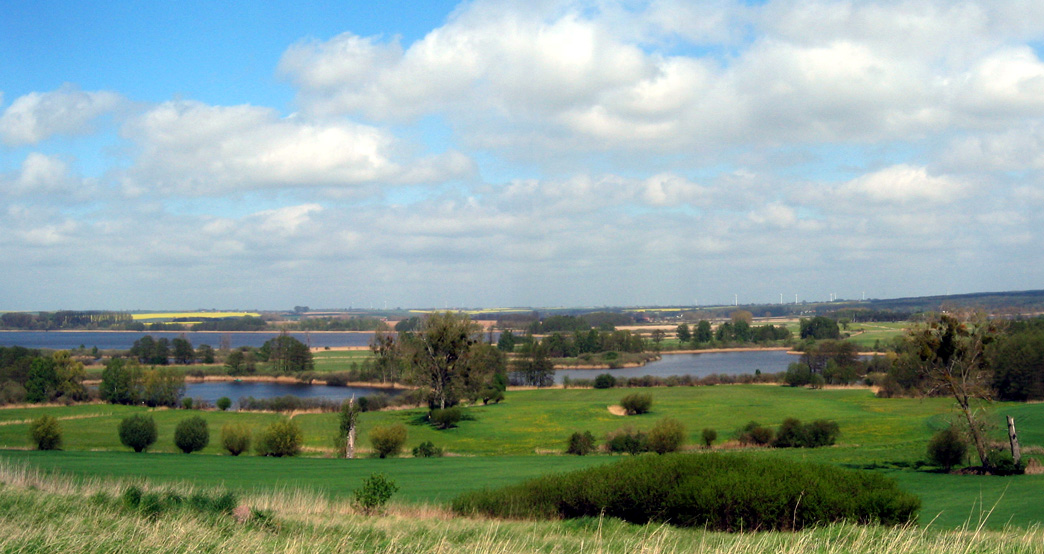
Uckermark.